# Arcipelago Film Festival
Arcipelago - Festival Internazionale di Cortometraggi e Nuove Immagini, noto col nome di Arcipelago Film Festival, è stato un festival cinematografico italiano.

## Storia
Nasce a Roma nel 1992 con lo scopo di "ricercare e recepire a livello internazionale le spinte più originali e i linguaggi più innovativi che si agitano all'interno dei formati audiovisivi fuori standard". Il festival presenta inizialmente una selezione di film inediti brevi e lunghi, oltre a retrospettive, per poi specializzarsi sempre di più sul formato corto, in particolare con la sezione competitiva ConCorto, riservata ai cortometraggi italiani inediti. Nel 1997 viene introdotto il concorso internazionale Onde Corte, in seguito fuso con la sezione eMovie e denominato Short Planet. Dal 2000 si aggiunge un concorso dedicato ai cortometraggi per il web.
Dal 2010 il festival, in collaborazione con l'Associazione Montaggio Cinematografico e Televisivo, assegna il Premio Enzo Meniconi - Primavera del montaggio al miglior montatore giovane.
Altre sezioni sono Videorome (concorso video regionale) ed  Extra Large (riservata ai documentari italiani)

### Gli ultimi anni
Dopo un primo annuncio di chiusura nel 2012 per carenza di finanziamenti, situazione che spinge gli organizzatori a creare una sezione ad hoc (denominata Un minuto al termine) di cortometraggi appositamente realizzati da autori affermati per celebrare il ventennale del festival, nel 2013 il festival si sposta temporaneamente a Bari, all'interno del Bari International Film Festival, per poi tornare a Roma nel 2014. Nel 2016 il festival non si tiene e nel 2017 presenta la sua ventiquattresima e ultima edizione.

## Albo d'oro

### Concorso nazionale
- 1995 - Il caricatore, di Eugenio Cappuccio, Massimo Gaudioso e Fabio Nunziata
- 1996 - Mille giorni a Sarajevo, di Giancarlo Bocchi
- 1997 - Una voce! Il mio diletto!, di Gianluca Sodaro
- 1998 - Shqipëria - Albania, di Fluid Video Crew
- 1999 - Rimedi contro l'amore, di Giovanna Sonnino
- 2000 - Miracle in the Bronx, di Frizzi Maniglio
- 2001 - L'odissea – Pittura animata, di Alessia Lucchetta
- 2002 - Tengo la posizione, di Simone Massi
- 2003 - Il vuoto, di Giacomo Gatti
- 2004 - Smart!, di Leonardo D'Agostini
- 2005 - Aria, di Claudio Noce
- 2006 - Izmeðu, di Valerio Spezzaferro
- 2007 - Il bambino di Carla, di Emanuela Rossi
- 2008 - Clandestínas, di Silvia Chiogna
- 2009 - Luigi Indelicato, di Bruno e Fabrizio Urso
- 2010 - Passing Time, di Laura Bispuri
- 2011 - Salvatore, di Bruno e Fabrizio Urso
- 2012 - Ainult Meie Kolm, di Giampietro Balia
- 2013 - Ammore, di Paolo Sassanelli
- 2014 - Starving, di Mike De Caro
- 2015 - Totems, di Sarah Arnold
- 2016 - Il festival non si è tenuto
- 2017 - Adavede, di Alain Parroni

### Concorso internazionale
- 1997 - Down Rusty Down, di John Curran (Australia)
- 1998 - Aluap, di Hernán Belón e Tatiana Merenuk (Argentina)
- 1999 - Shame No More, di John Krokidas (Stati Uniti d'America)
- 2000 - Del av den värld som är din - en kofilm, di Karin Wegsjö (Svezia)
- 2001 - Meska Sprawa di Slawomir Fabicki (Polonia)
- 2002 - Poloiset Ja Paranormaali, di Sami Hantula (Finlandia)
- 2003 - De Beste Går Først, di Hans Petter Moland (Norvegia)
- 2004 - En del au mitt hjarta, di Johan Brisinger (Svezia)
- 2005 - Safi, la petite mère, di Rasò Ganemtoré (Francia, Italia)
- 2006 - Quelques miettes pour les oiseaux, di Nassim Amaouche (Francia)
- 2007 - Den sista hunden i Rwanda, di Jens Assur (Svezia)
- 2008 - Tony Zoreil, di Valentin Potier (Francia)
- 2009 - Smáfuglar, di Rúnar Rúnarsson (Islanda)
- 2010 - Jacco’s Film, di Daan Bakker (Olanda)
- 2011 - Lel chamel, di Youssef Chebbi (Tunisia)
- 2012 - Tuba Atlantic, di Hallvar Witzø (Norvegia)
- 2013 - Magnesium, di Sam De Jong (Olanda)
- 2014 - La lampe au beurre de yak, di Hu Wei (Cina)
- 2015 - Essaie de mourir jeune, di Morgan Simon (Francia)
- 2016 - Il festival non si è tenuto
- 2017 - O Matko!, di Paulina Ziółkowska (Polonia)